# Kürtössy András
Kürtössy András (Nagyszombat, 1648. – Esztergom, 1732. július 15.) királyi tanácsos, prépost-kanonok és választott püspök.

## Élete
1668. október 21-én a nagyszombati egyetem papnevelőintézetének növendéke lett és 1671. május 12-én fölszenteltetett. 1672. június 17-én az ürményi plébániára mutattatott be, de a reformátusok be nem fogadták. 1675. május 13-án plébános lett Dunaszerdahelyen, 1678. szeptember 8-tól Aranyosmaróton, 1679. április 17-től Szémőn, november 18-tól Galántán; 1691. december 4-én esztergomi kanonokká neveztetett és később sághi címzetes prépost is lett. 1700. november 10-től tornai főesperes, 1710. július 24-től Szent Györgyről nevezett prépost, 1712. június 18-tól sasvári főesperes; vizerei apát és pharói választott püspök is volt.
Nevét Kürthynek is írták.

## Munkája
- Örök életnek eleven kútforrásra kivánkozó szarvas, az az néh. Monyorókereki idősbik mélt. gróf Erdődi György úr, ország birájának ... halál által forgandó élete kereke romlása után csendes nyugadalma és haza-menetele. Melyet több halotti dicséretek között, élő nyelvvel meg magyarázott 1714. sz. Katarinai pp. Franciscanusok templomában. Nagyszombat.